# Równość szans
Równość szans – prawo do sprawiedliwego dostępu do różnych życiowych możliwości. Z równością szans związany jest w szczególności zakaz dyskryminacji (na przykład ze względu na płeć, wyznanie religijne, narodowość) gwarantowany prawami człowieka. 
Podczas gdy w naturze szanse są zależne od statystycznie opisywalnych reguł, od przypadku albo od przewagi silniejszego lub pierwszego, to szanse w społecznościach ludzkich są regulowane przez samych ludzi. W dążeniach do równości szans wyraża się idea postrzegania sprawiedliwości jako zasady demokratycznej. Niesprawiedliwe układy wynikające z braku równości szans mogą zagrażać pokojowi społecznemu. 
Unia Europejska traktuje priorytetowo równość szans: kwestie dotyczące równości zostały zapisane w Karcie praw podstawowych Unii Europejskiej a rok 2007 został ogłoszony Europejskim Rokiem Równych Szans dla Wszystkich. Prace Komisji Europejskiej w tym zakresie koordynuje Dyrekcja Generalna Komisji Europejskiej ds. Zatrudnienia, Spraw Społecznych i Równości Szans.

## Stanowiska ideologiczne co do idei równości szans
Wyróżnić można co najmniej cztery podstawowe prądy myślowe, gdzie w każdym inaczej postrzega się ideę równości szans:
- W liberalizmie obowiązują prawa rynku gospodarka rynkowa, nastawienie na zysk i osiągnięcia. To one miałyby w długim okresie doprowadzić do równości szans. Metody na rzecz zwiększenia równości szans i środki ochrony słabszych postrzegane są w liberalizmie jako szkodliwe i zagrażające procesom rynkowym.
- W konserwatyzmie dąży się do zachowania istniejącego porządku. Zmiany w kierunku zwiększenia społecznej równości szans są raczej odrzucane, podobnie zresztą jak duże nierówności społeczne, które stoją w sprzeczności z chrześcijańskim obrazem człowieka[potrzebny przypis]. Zdaniem konserwatystów państwo powinno zapewniać obywatelom życie co najmniej na poziomie minimum egzystencji.
- Państwo opiekuńcze dąży do wzmacniania równości szans przy użyciu środków państwowych wszędzie tam, gdzie zawodzą mechanizmy rynkowe. Celem jest tu zrównywanie warunków życiowych, jednak bez dążenia do całkowitej równości. Celem jest osiągnięcie  sprawiedliwości społecznej.
- Socjalizm dąży do wyeliminowania nierówności szans, by w efekcie uzyskać jak największą równość społeczną.
- Zielona polityka uznaje równość szans za jeden z elementów realizacji zrównoważonego rozwoju - równoważenia postulatów polityk społecznej, ekologicznej i gospodarczej oraz realizację podstawowych praw człowieka.

Środkami do osiągnięcia równości szans mogą być na przykład gender mainstreaming, kwoty i wspieranie równego dostępu do szkolnictwa.